# Rosehill, Londres
Rosehill é um subúrbio de Sutton, no sul de Londres. Empresta seu nome à rotatória de Rose Hill, que liga as rodovias A217, A297 e B278. Fica a 14 km e meio a sudoeste de Charing Cross. No Censo de 2011, a população do subúrbio foi incluída no distrito de Sutton North, no distrito londrino de Sutton.
A área ao redor de Rosehill é surpreendentemente verde: há dois grandes espaços verdes ao sul e sudeste, o Rosehill Park East e o Rosehill Park West, este último abrigando a Sutton Tennis Academy; um parque a leste, chamado Thomas Wall Park, que leva o nome da instituição de caridade local; e um parque à esquerda, chamado St. Helier Open Space, localizado em frente ao Hospital St. Helier. Além disso, há um edifício residencial com dois grandes complexos de apartamentos ao norte e ao sul da rotatória. O prédio de apartamentos ao norte tem estilo Art Déco e data da década de 1930; o prédio ao sul foi construído pela Bellway Homes e comercializado como apartamentos de luxo em 2003.

## História
No início de Surrey, um bairro era essencialmente uma fazenda, e a Fazenda Oldfields estava localizada na encosta de Rosehill. Era um bairro "sul" porque estava localizado no lado sul da antiga Rua Stane, que agora é a atual A24. Essa fazenda deu origem ao nome Sutton, originalmente Sudtone, derivado das palavras inglesas "sūth" e "tūn", que significam "certo sul". Ela aparece em um levantamento topográfico de 1496 como "Eldeseldes" e Rose Hill como Fern Hill. Tanto a Fazenda Oldfields quanto outra fazenda ao norte, a Fazenda Rosehill (hoje conhecida como Rose Hill House), sobreviveram à Primeira Guerra Mundial até serem demolidas para dar lugar à propriedade de St. Helier.
Rosehill foi o local do pedágio e portão mais ao norte de Sutton na estrada com pedágio que ligava Londres a Brighton de 1758 a 1882. Um marco miliário datado de 1745 e com a inscrição "Royal Exchange XI Miles. Whitehall X Miles", originalmente construído para marcar a rota de Londres a Banstead Downs, pode ser encontrado na encosta sul de Rose Hill, na divisa com Benhilton.

## Econômia

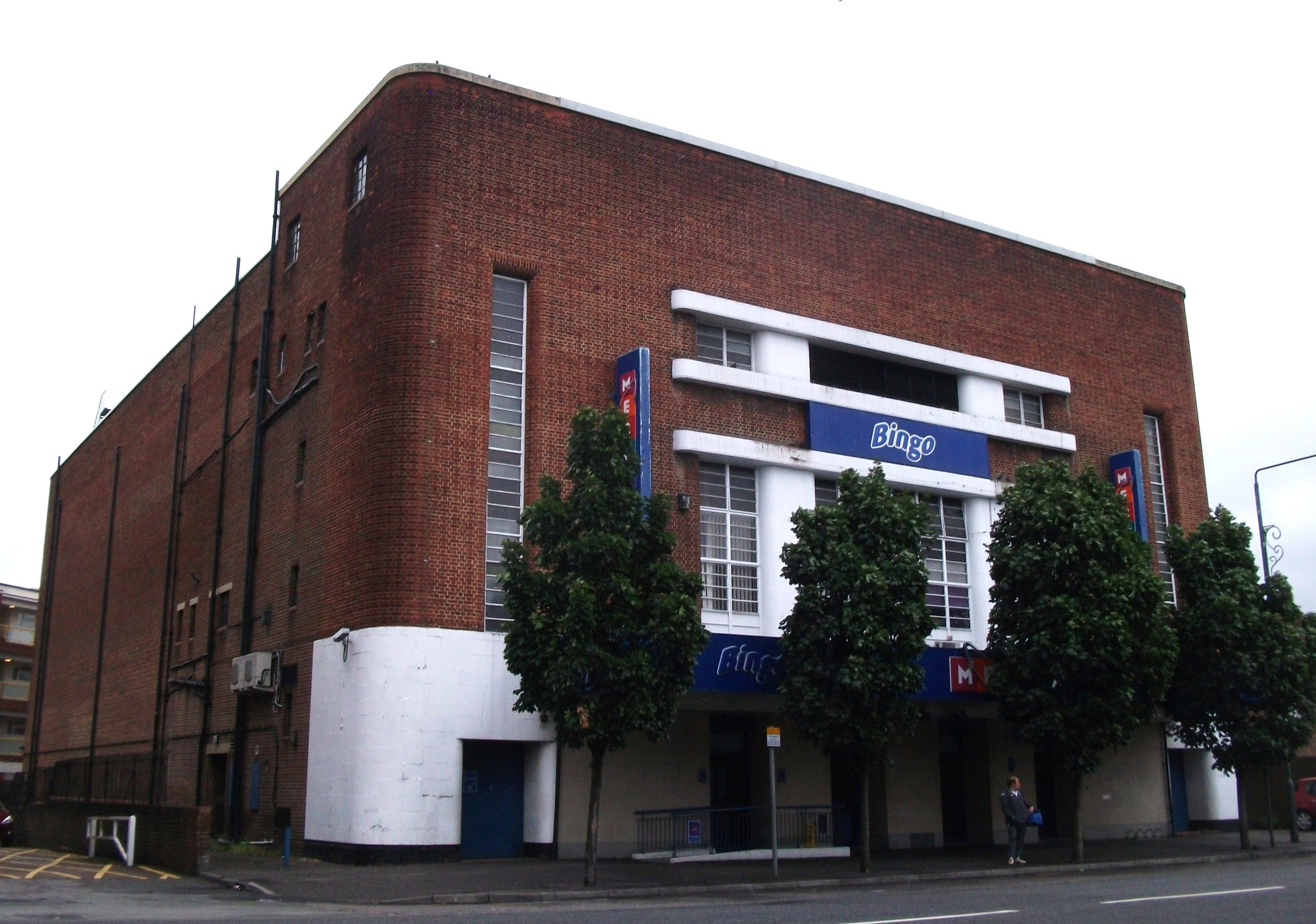
O antigo Cinema Gaumont, tombado como patrimônio artístico de Grau II

A pequena área comercial de Rosehill abriga uma variedade de lojas, com foco em alimentos, tanto em restaurantes quanto em supermercados. O conjunto de lojas conhecido como "The Market" inclui filiais da Superdrug, KFC e Papa John's, enquanto um Carphone Warehouse se destaca no bloco de apartamentos ao sul. Um salão de bingo Mecca, tombado como Grau II fica adjacente ao bloco norte e é um bom exemplo remanescente de um antigo cinema art déco da década de 1930. O Market também inclui um novo supermercado Lidl.

## Transporte
Rosehill é bem servida por transporte público, sendo atendida pelas linhas de ônibus 151, 154, 157, 164, 280, S2 e N44; a S1 está disponível a partir do Hospital St. Helier.
Rosehill não tem uma estação ferroviária própria, mas a estação ferroviária St Helier e a estação ferroviária Sutton Common ficam a uma curta distância, e a estação de metrô Morden e a estação ferroviária Sutton são facilmente acessíveis de ônibus.